# کریستوفورو آرمنو
کریستوفورو آرمنو یا کریستوف ارمنی، مترجم فارسی به ایتالیاییِ ارمنی‌تبار که در قرن شانزدهم در تبریز به دنیا آمد است. به طور مشخص اولین ترجمه فارسی به ایتالیایی کتاب سه شاهزاده سرندیپ، ( با عنوان اصلی: Peregrinaggio di tre giovani figliuoli del re di Serendippo) که در ونیز توسط میکه‌له ترامزینو  در سال ۱۵۵۷  انتشار یافته، به او نسبت داده شده است.

## زندگی‌نامه
قرن‌ها درباره وجود کریستوفورو آرمنو شک و تردید وجود داشت. بالاخره با پژوهش‌هایی که در ایتالیا و در آرشیو واتیکان انجام شد، وجود کریستوفورو آرمنو به اثبات رسید.
آنجلو میکه‌له پیه‌مونتس، نویسنده و پژوهشگر ایتالیایی، در آرشیو واتیکان، گذرنامه ای را یافت که پاپ ژولیوس سوم در سال ۱۵۵۲ برای فردی ارمنی و مسیحی که از تبریز به ایتالیا مهاجرت کرده بود و زبان ایتالیایی می‌دانست، صادر کرده بود. 
رنزو براگانتینی، نویسنده و پژوهشگر ایتالیایی نیز موفق شد که در آرشیو ونیز ردپایی از یک ارمنی، که به زبان‌های شرقی و ایتالیایی تسلط خوبی داشت پیدا کند، که  به‌طور مداوم از جمهوری ونیز به عنوان مترجم حقوق دریافت می‌کرده و از دوستان نزدیک جوزپه ترامزینو، برادرزاده میکه‌له ترامزینو، ناشر کتاب سه شاهزاده سرندیپ بوده است. 
بر اساس چنین شواهدی پژوهشگران ایتالیایی نتیجه گرفتند که آرمنو وجود خارجی داشته و به همراه دوستش، جوزپه، در واقع نویسنده- مترجمان سه شاهزاده سرندیپ بوده اند.